# C.A. Ouchterlony
Carl Alexander Ouchterlony uttalas [ókterlåny], född 12 oktober 1826 i Stockholm, död 20 februari 1889 i Tranquebar, Tamil Nadu, Indien, var en svensk präst och missionär i Indien. Han var kusin till Hanna Ouchterlony.
Han var son till major Carl Ouchterlony och Wilhelmina Wallin. Han studerade vid Peter Fjellstedts missionsinstitut i Lund och sändes av Lunds missionssällskap till Tranquebar i Indien. Han reste ut 1853 – alltså innan Svenska kyrkan börjat med egen mission - och var i den tyska Leipzigmissionens tjänst verksam bland tamilerna där fram till sin död, åren 1860-80 i Tanjore. Efter 1853 besökte han Sverige endast två gånger, 1865-67 och 1880-81.
Han utgav bl.a. en svensk översättning av J. F. Fengers bok Den trankebarska missionens historia.  Sthlm 1866. Han var gift med Carolina Kuylenstierna (1838-1883) och kusin till Hanna Ouchterlony, Frälsningsarméns banbrytare i Sverige.